# 大久保健治
大久保 健治（おおくぼ けんじ、1934年11月8日 - 2014年1月17日）は、日本のドイツ文学者、評論家、翻訳家。東京都立大学 (1949-2011)名誉教授。

## 略歴
1957年東京大学独文科卒、1960年同大学院修士課程修了、1964年ゲーテ賞を受賞し西ドイツに留学、1968年ドイツ語学文学振興会奨励賞受賞、東京都立大学助教授、教授を務め、定年後、大妻女子大学比較文化学部教授として勤めた。
アドルノ、ルカーチ、ジンメルなどドイツの批評家を翻訳するほか、『源氏物語』に関する批評的著作もある。

## 著書
- 『密教占星法と源氏物語 源氏物語の見失われた構造』（河出書房新社） 1981
- 『文学のイコノロジー カフカ『変身』と占星術』（ありな書房） 1988
- 『源氏物語のコスモロジー 若紫はなぜ雀の子を飼い育てるのか』（作品社） 2002

## 翻訳
- 『小説の理論』（ルカーチ・ジェルジ、藤本淳雄, 高本研一共訳、白水社、ルカーチ著作集2） 1968
- 『メディア論のための積木箱』（H・M・エンツェンスベルガー、中野孝次共訳、河出書房新社） 1975
- 『文化の哲学』（ゲオルク・ジンメル、円子修平共訳、白水社、ジンメル著作集7） 1976
- 『二つの風景』（ヨーンゾン、 集英社、世界の文学） 1977.5

### テオドール・W・アドルノ
- 『批判的モデル集』（テオドール・W・アドルノ、法政大学出版局、叢書・ウニベルシタス） 1971
- 『ヴァルター・ベンヤミン』（Th・W・アドルノ、河出書房新社） 1972
- 『美の理論』（テオドール・W.アドルノ、河出書房新社） 1985.1
- 『美の理論 補遺』（テオドール・W.アドルノ、河出書房新社） 1988.11
- 『ベートーヴェン音楽の哲学』（T.W.アドルノ、作品社） 1997.1